# Margattea limbata
Margattea limbata es una especie de cucaracha del género Margattea, familia Ectobiidae. Fue descrita científicamente por Bey-Bienko en 1954.
Habita en China.